# Дракуля
Дракуля (укр. Дракуля) — левый приток дунайского гирла Мурза, протекающий по Арцизскому и Килийскому районам (Одесская область).

## География
Длина — 52 км. Русло реки в верхнем течении (пруд южнее села Виноградовка) находится на высоте 34,0 м над уровнем моря.
Русло извилистое, летом пересыхает, в нижнем течении канализировано (разделено на два канала). В устье расположены плавни.
Река течёт с севера на юг сначала по Арцизскому затем Килийскому району. Река берёт начало южнее села Плоцк (Арцизский район). Впадает в гирло Мурза юго-западнее села Мирное (Килийский район).
Используется для орошения. Для этого создано несколько прудов.
Крупных притоков нет.

## Населённые пункты
Населённые пункты на реке от истока к устью:
- Арцизский район: Плоцк, Виноградовка, Струмок;
- Килийский район: Дмитровка (Дмитриевка), Трудовое, Мирное.